# Succesjægerne
|  | Denne artikel er oprettet af botten PalnaBot ud fra en ekstern database. Den kan derfor have sproglige fejl eller mangler. Denne skabelon kan fjernes efter kontrol af indholdet. |

Succesjægerne er en film instrueret af Anders Gustafsson.

## Handling
Simon og Rune er to 20 årige drenge fra provinsen, der lever et ganske almindeligt liv. Men de ønsker sig mere: De vil have succes, passion, lækre babes, rigdom og det fede liv. Derfor har de har meldt sig på et Speed of Life kursus i København. På 4 måneder skal de lære at score piger og få succes i livet. Speed Up Life Academy ledes af den karismatiske 22-årige Neil. Han er inspireret af den amerikanske bog "The Game", der skildrer mænds systematiske brug af forskellige teknikker til score kvinder. På Speed Up Life kurset lærer Simon og Rune, at "alt er muligt". Hvis man fokuserer rigtigt bliver drømmene til virkelighed. Alt hvad det kræver er selvdisciplin og positiv tænkning. Men kan man få succes på fire måneder? Er der en genvej til lykken? "Succesjægerne" er en film om mandlighed og nutidens fokus på succes og individuel udvikling.